# Rhypopteryx romieuxi
Rhypopteryx romieuxi är en fjärilsart som beskrevs av Collenette 1938. Rhypopteryx romieuxi ingår i släktet Rhypopteryx och familjen tofsspinnare. Inga underarter finns listade.